# 아시안 하이웨이 4호선

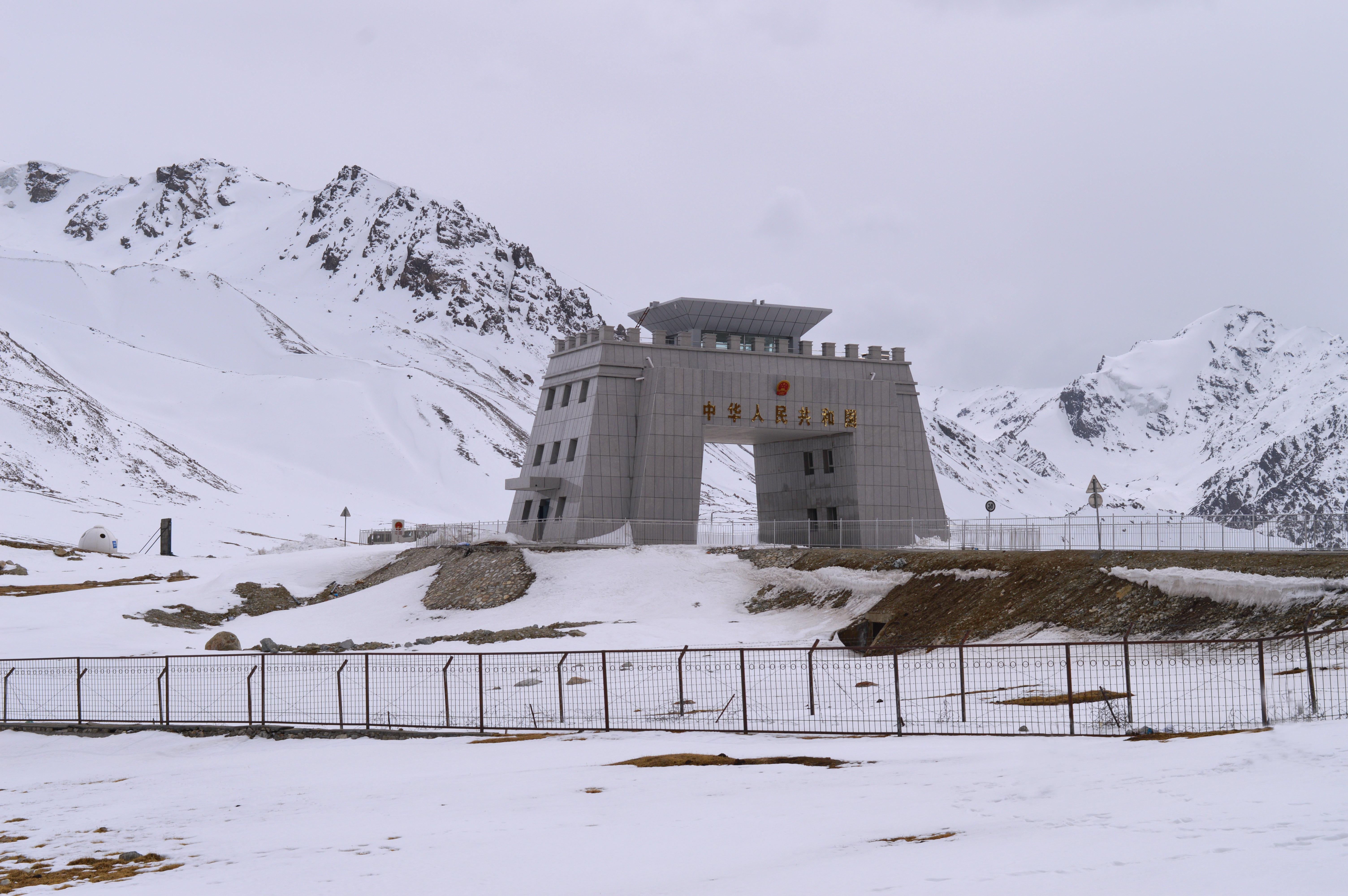
쿤자랍 고개 맞은편에 위치하고 있는 국경 검문소 건물 전경.

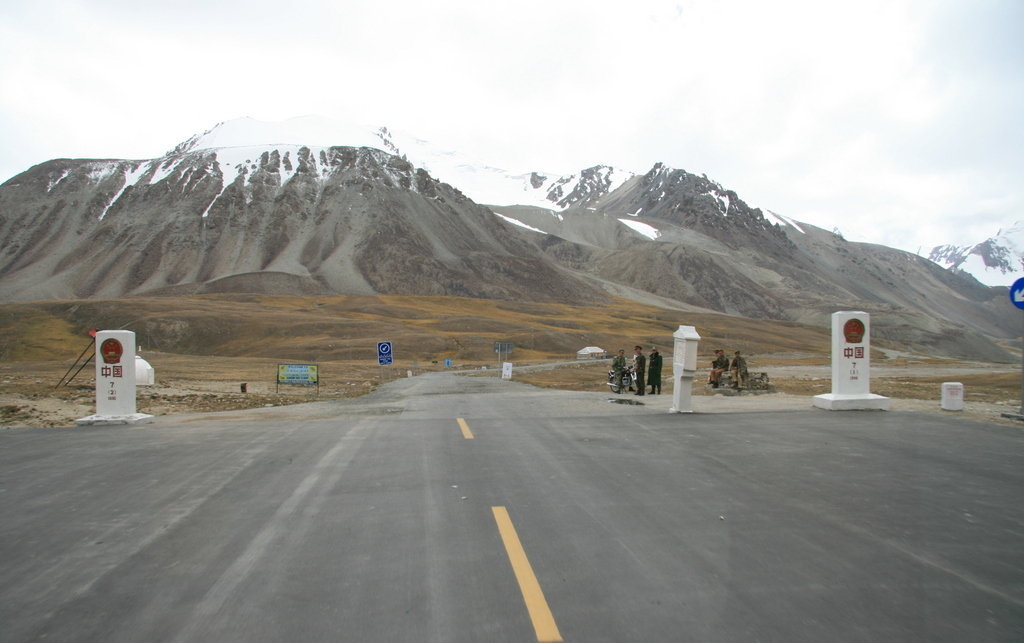
중국-파키스탄 국경선인 쿤자랍 고개

아시안 하이웨이 4호선(Asian Highway 4,)은 러시아의 노보시비르스크를 기점으로 하여 몽골, 중화인민공화국을 거쳐 파키스탄의 카라치(과 합류함)를 종점으로 하는 총 연장  6,024 km의 아시안 하이웨이 중 하나이다.

## 주요 경유지

### 러시아
- / 러시아 연방도로 M52호선(영어판) : 노보시비르스크 (와 접촉) - 타샨타(영어판) (972 km)

### 몽골
몽골 지역의 구간은 703km로 나와 있다.
- A0306 : 바잉울기주 (울란바이신트 국경 부근) - 울기
- A0305 : 울기 - 허브드(과 접촉)
- A0304 : 허브드 - 망항
- A14 : 망항 - 볼간 - 야란타이

### 중국
- 성도 320호선 : [[]](동투르키스탄) 아러타이 지구 칭허현 - 푸윈현 (319 km)
- 국도 제216호선 : 푸윈현 - 우루무치시 (과 접촉, 총 구간은 433km)
- 롄훠 고속공로 : 우루무치시 - 투루판시 - 퉈커쉰현
- 투허 고속공로 : 퉈커쉰현 - 카스시
- 국도 제314호선 : 카스시 - 타스쿠얼간 타지크 자치현 - 파키스탄 국경 검문소 (약 1,948 km)
  - 쿤자랍 고개의 경계 지점에서는 해발 고도가 무려 4,693 m(약 15,397 피트)에 이르고 있음.

### 파키스탄
- 카라코람 하이웨이 : 쿤자랍 고개 - 소스트 - 하산아부달(영어판)
- M1 고속도로 (파키스탄)(영어판) : 하산아부달(영어판) - 이슬라마바드
- M2 고속도로 (파키스탄)(영어판) : 이슬라마바드 - 라호르
- 국도 N-5호선 (파키스탄)(영어판) : 라호르 - 물탄 - 수쿠르 - 카라치

## 같이 보기
- 아시안 하이웨이 6호선
- 아시안 하이웨이 30호선
- 카라코람 하이웨이
- 인더스강